# ミステリ
ミステリ、ミステリー、ミステリィ  （英語: mystery）とは、（1）神秘、不思議、（2）聖史劇（神秘劇とも）、（3）推理小説などのフィクション作品を指す。

## 神秘・不思議
英語の「ミステリー」は、古代ギリシア語の「ミューステリオン」を語源としており、神の隠された秘密、人智では計り知れないことを指している。「神秘」あるいは「不思議（不可思議）」ともいわれる。

## 神秘劇
中世のヨーロッパでは神秘の物語が、文字を読めない一般人にも理解できるように、演劇作品として、広場などでさかんに上演されるようになった。そうした神秘物語を題材とした演劇も「ミステリー」と呼ばれている。

## 推理小説などのフィクション作品
フィクションの類型としては「作品中で何らかの謎が提示されやがてそれが解かれてゆく」という類のもの。例えば、作品中で事件（犯罪）が起きるが、その犯人が誰なのか、また動機が何なのか、あるいはどのように犯行を行ったのか、ということなどが読者に分からないまま物語が展開し、作品の最後の辺りで謎が解き明かされるといった作品である。一般的には作品の最後辺りまで謎が残るような展開で書かれている。つまり答えが引き延ばされ、読者を焦らすような手法が採られるのでその意味では推理小説はサスペンス（引き延ばすことを意味する）という類型とも重なっていることも多い。謎（不可思議）は事件ばかりでなく、超常現象の場合もある。また、過去や現代の世界のものもあれば、未来的で空想科学的な舞台は様々となっている。そのため、一般的な読者層の一部にはオカルトやホラーをメインにした小説をもミステリーと呼ぶ人もいる。ただ、実作者、評論家、出版関係者などでは（SFミステリーなどクロスオーバー的な作品は別として）この用法は殆ど見られない。
仁賀克雄による定義では、「発端の不可思議性」「中途のサスペンス」「結末の意外性」が挙げられている。「発端の不可思議性」とは、最初に奇妙な事件や謎を提示して読者を引きつけることを指す。これを作者は論理的に解明していくが、同時に読者が自ら推理を試みることを期待し、作者との知恵比べが行われる。「中途のサスペンス」は謎の提示と最終的な解明をつなぐ部分をいう。不安感を煽る事件を起こしたり、推理の手がかりを提供したりして、娯楽として読者の興味を引き離さない工夫がなされる。「結末の意外性」はそれらを受けた最も重要な部分であり、読者の予想を裏切る形で謎や真相の解明がなされる結末のこと。広くは、完全犯罪が成立して終結する場合と、その解決に向けての捜査活動および推理がなされて犯人が逮捕されたり真相が明らかにされる場合がある。
小説に限ってはおらず、漫画・映画・テレビドラマ・ゲームなどの各媒体で幅広く展開している。

### 歴史
仁賀によるとミステリの生みの親はエドガー・アラン・ポーだといわれる。ただし、その作品のうちミステリと呼べるものは数編に留まり、『モルグ街の殺人』が史上初のミステリとされる。直感ではなく証拠と論理的推論によって謎の解明を行うというミステリの形式はこの作品によって生み出されたという。また、ポーは同作を含む数編で、密室殺人、探偵とその言動を記す主人公、心理的盲点といったその後のミステリ全体の原型を提示している。同時期にチャールズ・ディケンズは双子トリックを使った『荒涼館』を発表、必ずしもミステリを目したわけではないが、犯罪の謎とその論理的解明を全編を通じて描いた。
続くアーサー・コナン・ドイルによる『シャーロック・ホームズ』シリーズの人気は、ポーによって生み出されたミステリをエンターテインメントとして一つの分野を形成するまでに押し上げた。4冊の長編と5冊の短編集を世に問い、シャーロキアンと呼ばれる熱狂的ファンを生み出して今日まで世界各国でホームズ研究が続けられることになった。さらにホームズの成功に対抗する動きから、いくつかの重要な機軸が生まれた。オースティン・フリーマンは倒叙形式を提示し、マシュー・フィリップ・シールは安楽椅子探偵の創造者とされる。
1920年代は「本格ミステリの黄金時代」という。1920年にフリーマン・ウィルス・クロフツは『樽』を執筆し、アリバイ崩しというジャンルを確立した。そして同じく1920年に『スタイルズ荘の怪事件』でデビューしたのが、ミステリの女王と呼ばれるアガサ・クリスティである。この作品で登場した探偵エルキュール・ポアロのシリーズ、ミス・マープルのシリーズ、その他長編66作短編集19作にも及ぶ作品からなる。中でも『そして誰もいなくなった』や『ねずみとり』は自ら戯曲化し、前者は何度も映画化され、後者はその後長く舞台上演が続くことになった。
クリスティに戯曲作家としての側面があったように、推理小説からはじまったミステリはやがて舞台化、映画化、テレビドラマ化がなされていくことになる。既に1893年にホームズが登場する舞台として「時計の下に」が上演され、1903年には米国で『シャーロックホームズの当惑』が映画化されていた。やがて諸媒体独自のミステリも生まれ、今では漫画やゲームにいたるまで幅広いメディアにおいてミステリというジャンルの作品が存在する。

### 特性
犯罪の発生における犯人や犯行方法、動機その他の真相は、一部または全部が物語終盤まで隠されていることが多い。かつては真相は犯人が誰かということに関心が集中する傾向もあったが、動機や犯行手段などのその他の面に関心を持たせる作品も増えている。意図的にその効果を狙う方法として『刑事コロンボ』や『古畑任三郎』にみられるように倒叙と呼ばれる技法が用いられることもある。
また、小説から始まったミステリにも、媒体による特性の違いが見られるようになってきた。例えば漫画におけるミステリにおいては、『金田一少年の事件簿』にみられるように台詞や説明文によらずコマ絵中に視覚的に手がかりを忍ばせる手法が用いられている。またゲームにおけるミステリには、プレイヤーが物語の進行に参加するメディアとしての特徴をふまえた特徴的な作品が見られる。プレイヤーの選択によってミステリ・サスペンス・ホラーといった物語の展開自体が変化するもの、映像や音楽といったサウンドノベルならではの要素によって真相を見えにくくするというトリックが用いられているものもある。

### トリック
推理の楽しみを増す単純な方法は、簡単には真相を見抜けなくすることである。こうして真相を隠すためには様々なトリックが用いられる。読者（視聴者、ユーザー）が推理を楽しむために、製作者側との間である程度の暗黙の約束が存在するとされる（詳細はトリックにまつわる暗黙の了解、ノックスの十戒、ヴァン・ダインの二十則を参照のこと）。ただし全ての作家が同意した約束が存在するわけではなく、この通りに厳密に守られることも必ずしも多くはない。ある程度原則を崩すことによって意外な真相を提示することも広く行われている。

#### 密室
密室とは、一般に内外での人の出入りが不可能な空間を指す。古典的な例としては中に死体がある部屋で、犯人がそこにどうやって入り、どうやって出たのか方法が見あたらないケースを指す。ミステリにおいては様々な活用が可能な状況である。詳細は密室殺人を参照。

#### クローズド・サークル
登場可能な容疑者が何らかの理由で内部にいる一定人数以下に限られる状況を指す。詳細はクローズド・サークルを参照。

#### アリバイ
ミステリにおけるアリバイとは、ある容疑者に犯行の機会が存在しないことと定義できる。この意味で先述の密室は全員にアリバイを証明可能な状況と言い直すことも出来る。現実の刑事訴訟法同様にミステリにおいても探偵役は容疑者に犯行の機会があることを証明しない限り真犯人とすることはできない。ゆえに犯人の側は様々なトリックを用いてアリバイを偽装することになる。このようなアリバイを巡る攻防を中心としたミステリはアリバイ崩しものと呼ばれる。

### 翻案・流用
『モンテ・クリスト伯』のように何度も翻案されている作品もある。郷原宏は日本の探偵小説は黒岩涙香の翻案小説から始まり、その第一作は明治21年(1888年)に新聞に連載された『法廷美人』であると述べている。先行作品の探偵や怪盗などの登場人物を流用して物語を構成するパスティーシュ作品も定着した。
日本は1899年にベルヌ条約に加盟しているが、それ以降も翻案権を取得していない国内の作品も多い。翻案や流用は何らかの注釈を入れたり、先行作品の作者に許可を得ている作品もある。ただし、現在でもトリックなどのアイディアの流用・拝借・類似に関しては許可を取らなくても日本の著作権法では問題がない(アイディア・表現二分論)。

### ジャンルに対する著名人の言及
- ロルフ・ドベリ - 自著(シンク・クリアリー 300ページ)で、本は音楽のように繰り返して読むほうが良いとしているが、ミステリに関しては「二回読むのは不可能なジャンルだからだ。すでに結末のわかっている殺人事件について読みたいと思う人はいないだろう。」としている。

### メディア別の代表的な作品一覧
以下は50音順

#### ドラマ
- 相棒
- 怪奇大作戦
- 刑事コロンボ
- ケイゾク
- 新・赤かぶ検事奮戦記
- TRICK
- 牟田刑事官事件ファイル
- 森村誠一の終着駅シリーズ

#### ゲーム
- EVEシリーズ
- かまいたちの夜
  - かまいたちの夜2 監獄島のわらべ唄
  - かまいたちの夜×3 三日月島事件の真相
- ゴースト トリック
- 逆転裁判
- さんまの名探偵
- ファミコン探偵倶楽部
- 北海道連鎖殺人 オホーツクに消ゆ
- ポートピア連続殺人事件
- 探偵 神宮寺三郎シリーズ
- TRICK×LOGIC